# Nevados de Poquis
El Nevados de Poquis és una muntanya dels Andes de Xile, prop de la frontera amb Argentina. Té una alçada de 5.756 metres i una prominència de 948 metres. Es troba al nord de Pas de Jama i al sud-est del Zapaleri.